# Carposinidae
Famille
Les Carposinidae sont une famille de lépidoptères de la super-famille des Carposinoidea. Elle comprend environ 19 genres et 283 espèces.

## Liste des genres
- Alexotypa Diakonoff, 1989
- Anomoeosis Diakonoff, 1954
- Archostola Diakonoff, 1949
- Atoposea Davis, 1969
- Blipta Diakonoff, 1954
- Bondia Newman, 1856
- Camacostoma Diakonoff, 1954
- Campylarchis Diakonoff, 1968
- Carposina Herrich-Schäffer, 1853 synonymes Oistophora Meyrick, 1881, Trepsitypa Meyrick, 1913, Dipremna Davis, 1969, Enopa Walker, 1866, Epipremna Davis, 1969, Heterocrossa Meyrick, 1882, Hypopremna Davis, 1969, Actenoptila Diakonoff, 1954
- Commatarcha Meyrick, 1935
- Coscinoptycha Meyrick, 1881
- Ctenarchis Dugdale, 1995
- Delarchis Meyrick, 1938
- Desiarchis Diakonoff, 1951
- Epicopistis Turner, 1933
- Glaphyrarcha Meyrick, 1938
- Heterogymna Meyrick, 1913
- Hystrichomorpha Diakonoff, 1954
- Meridarchis Zeller, 1867 synonymes Autogriphus Walsingham, 1897, Pexinola Hampson, 1900, Propedesis Walsingham, 1900, Tribonica Meyrick, 1905
- Mesodica Diakonoff, 1949
- Metacosmesis Diakonoff, 1949
- Metrogenes Meyrick, 1926
- Nosphidia Diakonoff, 1982
- Paramorpha Meyrick, 1881
- Peragrarchis Diakonoff, 1959
- Peritrichocera Diakonoff, 1961
- Picrorrhyncha Meyrick, 1922
- Scopalostoma Diakonoff, 1957
- Sosineura Meyrick, 1910
- Spartoneura Diakonoff, 1954
- Tesuquea Klots, 1936
- Xyloides Diakonoff, 1954